# Kamelia
Kamelia Vladimirova Veskova (née le 10 janvier 1971 à Tchiprovtsi en Bulgarie), connue sous son nom de scène Камелия (Kameliya ou Kamelia), est une chanteuse bulgare. Elle est l’une des plus célèbres chanteuse de Chalga aux côtés de Desi Slava, Andrea, Preslava et Sofi Marinova. Elle commença sa carrière dans les années 1990 avec son premier album en 1998.
Découverte par Payner Music, elle signa un contrat avec les studios Payner en 97. Kamelia a été une des premières chanteuses du genre Chalga. Parmi ses chansons, il y a Ти си (tu es), Зората и Залеза (l'Aube et l'Aurore).
Elle a posé pour Playboy en 2006, puis en 2008.

## Albums
- Ogan Momiche, 1998 ( Fille de Feu }
- Zlatna Ribka, 1999 ( Poisson doré }
- Kade Si Ti, 2001 ( Où es tu }, Maxi Single
- Neshto Goreshto, 2002 ( Quelque chose de chaud }
- Prezarezdane, 2004 ( Rechargée }, Maxi Single
- Ima Liubov, 2005 ( Il y a de l'amour }
- Single + Best Collection, 2006
- Erotic, 2010
- Proekt 13, 2010, (Projet 13}